# 依視路
依視路（Essilor International S.A.）是法國一家光学设备公司，總部位於法國沙朗通勒蓬。万里路是該公司發明的。
它成立於1972年，由Essel和Silor兩公司合併而成，現在是世界上最大的鏡片產商之一。
2017年，該公司宣佈將與意大利的陆逊梯卡公司合併，2018年10月1日合併完成，新公司為EssilorLuxottica，市值達到570億歐元。

## 产品
依视路旗下的产品包括：
- 万里路（Varilux）：1959年建立
- 钻晶（Crizal）：1992年建立

- X-动力（Xperio）：2009年建立
- 爱赞（Eyezen）：2015年建立[7]
- 依视路防雾片（Optifog）

- 依视路抗疲劳片（Anti-Fatigue）

- 视满分（EssiJunior）

- 依视路好学生（myopiLux）

- 晴智（Eyctive）

## 外部連接
- 官方网站